# Cube de Hilbert
En topologie, on appelle cube de Hilbert l'espace produit {\displaystyle K=\left[0,1\right]^{\mathbb {N} }} muni de la topologie produit, autrement dit : l'espace des suites à valeurs dans [0, 1], muni de la topologie de la convergence simple. D'après le théorème de Tykhonov, c'est un espace compact.
Pour tout {\displaystyle p\in [1,\infty [}, le cube de Hilbert  est homéomorphe au sous-espace suivant de l'espace de suites {\displaystyle \ell ^{p}}, défini par deux éléments quelconques b et c de {\displaystyle \ell ^{p}} tels que {\displaystyle \forall n,b_{n}<c_{n}} :
Il est donc métrisable et par conséquent (puisqu'il est compact), séparable et possède la propriété suivante :

Tout espace métrisable et séparable est homéomorphe à un sous-espace de K.
Cela fournit en particulier un moyen commode pour compactifier les espaces métrisables séparables, et aussi un critère pour les classifier selon leur complexité ; par exemple un espace est polonais si et seulement s'il est homéomorphe à l'intersection d'une suite d'ouverts de K. On en déduit aussi que tout espace mesurable dénombrablement engendré et séparé est isomorphe à une partie de K munie de la tribu induite par la tribu borélienne de K.